# Calor y rendimiento muscular
Los músculos son estructuras contráctiles que le permiten a una gran cantidad de seres vivos su movilización y la realización de muchas de sus tareas en la vida diaria. La manera de hacer esto posible es realizando trabajo sobre el medio en el que se encuentra el individuo. Es este tejido el que se encarga de realizar esta labor. 

## Calor Producido
Cuando un músculo es excitado por algún estímulo, como bien lo podría ser una corriente eléctrica, se contrae y por ende realiza un trabajo y libera energía. Parte de esta energía es transformada en trabajo mecánico, el cual se utiliza para mover objetos o movernos, el resto de la energía por lo general se disipa en forma de calor.

### Fases de Emisión
Según series de estudios muy detalladas se ha evidenciado que el calor liberado por los músculos consta de varias fases de emisión. Es de resaltar que existen fases en las que el músculo libera una cantidad de calor constante, independientemente del trabajo que se haya o se vaya a realizar. Estas se dividen de la siguiente manera:
1. En estado de reposo un músculo libera una cantidad constante de calor debido a su metabolismo normal. Según los estudios, para los humanos este valor es de alrededor 2 cal/kg de músculo.
2. Cuando un músculo es estimulado se produce una alta cantidad de calor inicial, esta puede alcanzar valores de 3 cal/kg y se puede separar en dos fracciones. 
  1. La primera fracción es emitida justo después de que se recibe el estímulo e inmediatamente antes de que suceda alguna contracción visible. Esta fracción tiene el nombre de calor de activación y se denotará “A”. Surge del cambio de un estado a otro del músculo (no-excitado a excitado) y es un valor constante, independiente del trabajo o el acortamiento que haga el tejido.
  2. La segunda fracción, llamada calor de contracción, depende del acortamiento del músculo mas no de la carga (a excepción de cuando la carga causa que el músculo se alargue). Esa relación se da por:

{\displaystyle {\mbox{Calor de Contracción}}=ax\!}
Donde a es una constante equivalente a 0.035 vatio-segundo/cm³ según los datos experimentales. x = contracción
De esta manera calor inicial total es:
{\displaystyle {\mbox{Calor Inicial}}=A+ax\!}
3. Por último luego de la contracción, se libera calor. Se le da el nombre de calor de restitución. Proviene de la restauración de la energía química al músculo.
Todos los músculos presentan estas tres fases y por consiguiente las mismas reacciones moleculares. Es gracias a estas fases que podemos mantener nuestra temperatura corporal en gran parte.

## Rendimiento
Los músculos al contraerse realizan una cantidad de trabajo que es cuantitativamente igual a la energía liberada. Se debe entonces tener en cuenta la energía calorífica para así establecer la siguiente ecuación:
{\displaystyle W=A+ax+W\!}
W representa el trabajo efectuado, el trabajo necesario para arrastrar un peso (P) una distancia X. Se tiene entonces:
{\displaystyle W=Px\!}
Reemplazando en la fórmula anterior se obtiene:
{\displaystyle E=A+ax+Px\!}
Según la definición de rendimiento η es la razón entre el trabajo mecánico y la energía total. Se deduce:
{\displaystyle \eta ={\frac {W}{E}}={\frac {Px}{A+ax+Px}}\!}
Por medio de observaciones se ha determinado que el rendimiento de los músculos se encuentra entre 0.20 y 0.25 en condiciones normales. Lo que quiere decir que hay una pérdida energética del 75% al 80%, debida a la disipación en calor. Esto hace a los músculos comparables con un motor de combustión. Esta comparación por supuesto sólo hace referencia a la eficiencia. Mientras los motores de combustión funcionan entre un diferencial de temperatura, la naturaleza ha hallado en los músculos la manera de transformar energía química directamente en energía mecánica.
La evolución optó por un sistema quimiomecánico porque era imposible mantener a las células vivas y funcionales usando cambios de temperaturas tan drásticos. Los aumentos en la temperatura podrían llevar a que los puentes de hidrógeno que se encuentran en muchas moléculas se quebraran haciendo colapsar la célula. Haciendo los cálculos respectivos la célula debería trabajar con temperaturas de 114 °C para que con una eficiencia del 20 % mantuviera la temperatura corporal en los acostumbrados 37 °C. Por ello los músculos son eficaces en la medida en que son capaces de realizar transformaciones quimiomecánicas.